# 유리병편지 (The Letter)
《유리병편지 (The Letter)》는 SM TOWN의 소극장 콘서트 브랜드 〈THE AGIT〉의 일환으로 열린, 샤이니의 종현의 두 번째 단독 콘서트 테마이다.

## 일정
| 일정                  | 도시 | 국가     | 장소           | 관객 수       |
| --------------------- | ---- | -------- | -------------- | ------------- |
| 2017년 5월 26일       | 서울 | 대한민국 | SMTOWN THEATRE | 통산 16,000명 |
| 2017년 5월 27일       | 서울 | 대한민국 | SMTOWN THEATRE | 통산 16,000명 |
| 2017년 5월 28일 (1회) | 서울 | 대한민국 | SMTOWN THEATRE | 통산 16,000명 |
| 2017년 5월 28일 (2회) | 서울 | 대한민국 | SMTOWN THEATRE | 통산 16,000명 |
| 2017년 6월 1일        | 서울 | 대한민국 | SMTOWN THEATRE | 통산 16,000명 |
| 2017년 6월 2일        | 서울 | 대한민국 | SMTOWN THEATRE | 통산 16,000명 |
| 2017년 6월 3일        | 서울 | 대한민국 | SMTOWN THEATRE | 통산 16,000명 |
| 2017년 6월 4일        | 서울 | 대한민국 | SMTOWN THEATRE | 통산 16,000명 |
| 2017년 6월 6일        | 서울 | 대한민국 | SMTOWN THEATRE | 통산 16,000명 |
| 2017년 6월 8일        | 서울 | 대한민국 | SMTOWN THEATRE | 통산 16,000명 |
| 2017년 6월 9일        | 서울 | 대한민국 | SMTOWN THEATRE | 통산 16,000명 |
| 2017년 6월 10일       | 서울 | 대한민국 | SMTOWN THEATRE | 통산 16,000명 |
| 2017년 6월 14일       | 서울 | 대한민국 | SMTOWN THEATRE | 통산 16,000명 |
| 2017년 6월 15일       | 서울 | 대한민국 | SMTOWN THEATRE | 통산 16,000명 |
| 2017년 6월 16일       | 서울 | 대한민국 | SMTOWN THEATRE | 통산 16,000명 |
| 2017년 6월 17일 (1회) | 서울 | 대한민국 | SMTOWN THEATRE | 통산 16,000명 |
| 2017년 6월 17일 (2회) | 서울 | 대한민국 | SMTOWN THEATRE | 통산 16,000명 |
| 2017년 6월 18일       | 서울 | 대한민국 | SMTOWN THEATRE | 통산 16,000명 |
| 2017년 7월 2일 (1회)  | 서울 | 대한민국 | SMTOWN THEATRE | 통산 16,000명 |
| 2017년 7월 2일 (2회)  | 서울 | 대한민국 | SMTOWN THEATRE | 통산 16,000명 |

## 세트 리스트
- Opening VCR -
- 좋아 (She Is)
- White T-Shirt
- Crazy (Guilty Pleasure)
- Like You

- VCR Music Video #1 (Rewind) -
- AURORA
- 그래도 되지 않아? (Fine)

- Ment -
- 눈싸움 (Blinking Game)
- Love Is So Nice

- VCR Music Video #2 (가을이긴 한가봐) -

※ 유리병편지 전달자 종현입니다 ※
- 1000
- 멍하니 있어 (Just Chill)

- Ment -
- 바퀴 (Where Are You)

※ 유리병편지 사연 소개 ※
- 우울시계
- 벽난로 (Fireplace)

- VCR #4 -
- 놓아줘 (Let Me Out)
- 엘리베이터 (Elevator)
- 하루의 끝 (End Of A Day)

- Ment -
- Love Belt
- Lonely

- Encore VCR -
- 데자-부 (Deja-Boo)
- 포츈쿠키 (Fortune Cookie)

- Ment -
- 시간이 늦었어 (Beautiful Tonight)